# 合唱曲の一覧
合唱曲の一覧（がっしょうきょくのいちらん）は、著名な合唱曲の一覧。
歌謡曲やJ-POP曲を再編曲して合唱曲としたものは含めない。ただし、NHK全国学校音楽コンクールの課題曲の一部のように、合唱曲に再編曲されることを目的としたものが原曲の場合は通常通り記載する。
五十音順の曲名、作詞者・作曲者の順。その右の括弧内は編曲者。

## あ
- 青葉の歌　小森香子・熊谷賢一
- 愛をあげよう　おかべてつろう・三宅悠太
- 蒼鷺　更科源蔵・長谷部匡俊
- 証　山村隆太・阪井一生（加藤昌則）
2011年、第78回NHK全国学校音楽コンクール中学校の部の課題曲
- 赤いやねの家　織田ゆり子・上柴はじめ
- あすという日が　山本瓔子・八木澤教司
- 足跡　Little Glee Monster・イワツボコーダイ／Carlos K.（上田真樹）
2021年、第88回NHK全国学校音楽コンクール中学校の部の課題曲
- 明日に渡れ　風戸強・松下耕
- 明日の空へ　ミマス
- 明日の空へ　山崎朋子
- 明日へ　富岡博志
- 明日へつなぐもの　栂野知子
- 阿蘇　峰陽・小林秀雄
- あなたに　MONGOL800（林きらら）
- あなたに会えて…　山崎朋子
- あなたへ〜旅立ちに寄せるメッセージ〜　筒井雅子
- 亜麻色の風の中へ　こわせたまみ・玉木宏樹
1987年、第54回NHK全国学校音楽コンクール小学校の部の課題曲
- 雨の来る前　伊藤整・多田武彦
- 行き先　長井理佳・貫輪久美子
- 生きている証　若松歓
- いざたて戦人よ　藤井泰一郎・マクグラナハン（編曲者不詳）
- いつからか野に立って　高見順・木下牧子
- いつまでも　若松歓
- いのちの歌　Miyabi・村松崇継
- 今 この時　平野祐香里・富澤裕
- 今を生きる　神詩音・八木澤教司
- 生命が羽ばたくとき　西澤健治
- 海に沈んだ馬　岩河三郎・スルツキー(江川卓訳詩)
- 歌はぼくらの友だち　石井享
- 内なる怪魚　シーラカンス　岩間芳樹・広瀬量平
- 美しい季節　かわかたみちお・鈴木行一
- 歌の世界へ　岩河三郎
- 海の不思議　川崎洋・平吉毅州
1989年、第56回NHK全国学校音楽コンクール中学校の部の課題曲
- 海はなかった　岩間芳樹・広瀬量平
1986年、第53回NHK全国学校音楽コンクール高等学校の部の課題曲
- えをかく　西村朗
- 大空がむかえる朝　あだちやえ・浦田健次郎
- 贈る言葉　武田鉄矢・千葉和臣 （惣領泰則）
- 親しらず子しらず　山本和夫・岩河三郎
- お母さん　岩河三郎

## か
- 怪獣のバラード　岡田冨美子・東海林修
- 輝くために　若松歓
- 翔る川よ　村田さち子・瑞木薫

- 河口　丸山豊・團伊玖磨
1986年、第53回NHK全国学校音楽コンクール高等学校の部の課題曲
- かけす　尾崎喜八・多田武彦
- 風が吹く丘に　山崎朋子
- 風は今　平井多美子 ・横山潤子
- 鐘鳴りぬ　三好達治・多田武彦
- 鷗　三好達治・木下牧子
- カリブ夢の旅　平野祐香里 ・橋本祥路
- 変わらないもの　山崎朋子
- 消えた八月　栄谷温子 ・黒沢吉徳
- 気球にのってどこまでも　東龍男・平吉穀州
- 聞こえる　岩間芳樹 ・新実徳英
1991年、第58回NHK全国学校音楽コンクール高等学校の部の課題曲
- 絆　山崎朋子
- 紀の国　津村信夫・多田武彦
- 君と歩こう　栂野知子
- 君とみた海　若松歓
- 君に伝えたい　LOVE&英美、水本誠、（富澤裕）
- きみにとどけよう　高橋浩美・柴原眞紀、大畑美喜子
- 君の隣にいたいから　宮崎朝子　(加藤昌測）
2019年、第86回NHK全国学校音楽コンクール中学校の部の課題曲

- キミのもとへ…　𠮷野莉紗・松井孝夫
- 今日の日はさようなら　金子詔一
- 今日は君のbirthday　若松歓
- キラキラ　キラキラ　美鈴こゆき
- 十字架（クルス）の島　山本和夫・岩河三郎
- 群青　南相馬市立小高中学校
- 決意/二十一世紀に生きる君たちへ　片岡輝・鈴木憲夫
- 交響詩ひめじ　池辺晋一郎
- 心の中にきらめいて　田崎はるか ・橋本祥路
- 心の瞳　荒木とよひさ・三木たかし
- こころようたえ　一倉宏・信長貴富
- 五月の夜のうた　宮澤章二・岩河三郎
- この地球のどこかで　三浦恵子 ・若松歓
- この星に生まれて　杉本竜一
- ゴールめざして　中村千栄子・岩河三郎
- 言葉にすれば　ゴスペラーズ、松下耕
2007年、第74回NHK全国学校音楽コンクール高等学校の部の課題曲

## さ
- 最後の一歩 最初の一歩　若松歓
- サッカーによせて－地平線のかなたへ　谷川俊太郎 ・木下牧子
- 桜の季節　ATSUSHI・マシコタツロウ（加藤昌則）
2014年第81回NHK全国学校音楽コンクール　中学校の部課題曲
- 桜色　山崎朋子
- さようなら  倉品正二
- さらに高いみち　木島始・信長貴富
- 3月9日　藤巻亮太   (浅野由莉)
- 少年の日はいま　しまなぎさ・鈴木一行
- 初心のうた　木島始・信長貴富
- さよならは言わない
- 自分らしく　松井孝夫
- 少年と馬
- 信じる　谷川俊太郎 ・松下耕
2004年、第71回NHK全国学校音楽コンクール中学校の部の課題曲
- 巣立ちの歌　村野四郎・岩河三郎
- 青春の1ページ　金沢智恵子・橋本祥路
- 世界をかえるために　若松歓
- ぜんぶ　さくらももこ・相沢直人
- 卒業讃歌　渡瀬昌治・大田桜子
- そのままの君で　松井孝夫
- 空駆ける天馬　館蓬莱 ・黒沢吉徳
- 空にはつきない夢がある　成瀬左千夫・京嶋信
- 空高く　山崎朋子
- 空の文字　門倉さとし・佐々木信綱
- 空は今　山崎朋子
- 空　~ぼくらの第2章~  深田じゅんこ・大田桜子

## た
- 大切なもの　山崎朋子
- 大地讃頌　大木惇夫 ・佐藤眞
- 大地の歌　谷川健・熊谷賢一
- たじま牛　山本和夫・岩河三郎
- 旅立ちの時　ドリアン助川・久石譲
- 旅立ちの日に　小嶋登 ・坂本浩美（松井孝夫）
- たんぽぽ　門倉聡・堀越浄
- 地球の鼓動　弥勒・瑞木 薫
- 地球星歌〜笑顔のために〜 ミマス
- 地球誕生　渡瀬昌治・大田桜子
- 小さな鳥の 小さな夢　星梨津子・加賀清孝
- 手のひらをかざして　山崎朋子
- 手紙　アンジェラ・アキ（鷹羽弘晃）
2008年、第75回NHK全国学校音楽コンクール中学校の部の課題曲
- 天使の羽のマーチ　向井一 ・松尾善雄
- つばめのように　松井孝夫
- 遠い日の歌　岩沢千早 ・橋本祥路
- 時の旅人　深田じゅんこ ・橋本祥路
- 時の中で　フルリーナ・富澤裕
- 時を越えて　栂野知子
- ともしびを高くかかげて　岩谷時子・冨田勲
- 友 〜旅立ちの時〜　北川悠仁（相澤直人）
2013年第80回NHK全国学校音楽コンクール　中学校の部課題曲

## な
- 流れゆく雲を見つめて　松井孝夫
- 名づけられた葉　新川和江・飯沼信義
- 夏の音が聞こえる　藤巻吏絵 ・若松歓
- 夏の日の贈りもの　高木あきこ・加賀清孝
- 虹色の鐘　金沢智恵子・橋本祥路
- 虹色の未来　松井孝夫・吉野莉紗
- 二十億光年の孤独　谷川俊太郎・木下牧子
- 夏　鳥潟朋美・松下耕
- 涙をこえて　かぜ耕士・中村八大
- 虹　森山直太朗・御徒町凧(信長貴富)
2006年の第73回NHK全国学校音楽コンクール中学校の部課題曲

## は
- 走る川　金沢智恵子・黒沢吉徳
- はじめの一歩　新沢としひこ・中川ひろたか
- はじまり　工藤直子・木下牧子
- 花咲け歌の力　渡瀬昌治・松井孝夫
- 母を偲びて　岩河三郎・御供知倫
- はばたこう明日へ　松井孝夫
- はばたけ鳥　宮国留理・瀬戸匡弘
- 春　信長貴富・新川和江
- 春風の中で　山崎朋子
- 春に－地平線のかなたへ　谷川俊太郎・木下牧子
- フィンランディア　久野静夫・シベリウス（橋本祥路）
- ヒカリ　瀬戸沙織・松下耕
- 飛行船　黒岩路子・藤澤道雄
- ひとつの朝　片岡輝・平吉毅州
1978年 ・1984年、NHK全国学校音楽コンクール高校学校の部の課題曲
- ひめゆりの塔　山本和夫、岩河三郎
- 瞳 そらさずに　若松歓
- ひろい世界へ　橋本祥路
桃太郎少年合唱団25周年記念委嘱作品
- 響け絆の歌～合唱コンクールに捧げる～　渡瀬昌治・大田桜子
- フェニックス 飛鳥章子 ・明石潤祐
- プレゼント Saori・Nakajin（大田桜子）
2015年第82回NHK全国学校音楽コンクール　中学校の部課題曲
- 僕らの奇跡　栂野知子
- ぼくらの世界 富岡博志
- 僕らの夢を届けよう 弓削田健介
- ほらね、 いとうけいし・まつしたこう

## ま
- マイ バラード　松井孝夫
- 道標（みち）　清水宏美（田附奏）
- 南風　富岡 博志
- 未知という名の船に乗り　阿久悠・小林亜星
- 未来へ　谷川俊太郎・信長貴富
- 未来へのステップ　松井 孝夫
- 未来見つめて　松井孝夫
- むかし子供達は　さだまさし
- 木琴　金井直・岩河三郎
- モルダウ　岩河三郎・スメタナ（岩河三郎）
- モルダウの流れ　平井多美子・石桁真礼夫
- モルダウの流れ　野上彰・深井史郎
- もえる緑をこころに　関根栄一・木下牧子

## や
- 野生の馬　中村千栄子・岩河三郎
- 山のいぶき　川崎 祥悦
- 夢の世界を　芙龍明子・橋本祥路
- 夜汽車　金沢智恵子・橋本祥路
- 予感　片岡輝・大熊崇子
2002年、第69回NHK全国学校音楽コンクール中学校の部の課題曲
- 結 -ゆい-　miwa（佐藤賢太郎）
2016年第83回NHK全国学校音楽コンクール　中学校の部課題曲

## ら
- 流浪の民　石倉小三郎 ・シューマン（市川都志春）

## わ
- 若い翼は　きくよしひろ ・平吉毅州
- わが里程標（マイルストーン）　片岡輝・平吉 毅州
- 若人の歌　小山章三

## 英字
- BELIEVE　杉本竜一（富澤裕 ・橋本祥路）
- Cantare～歌よ大地に響け～ 高橋晴美
- Chessboard 藤原聡（Official髭男dism）
2023年、第80回NHK全国学校音楽コンクール中学校の部の課題曲
- COSMOS ミマス（富澤裕）
- HEIWAの鐘　仲里幸広（白石哲也）
- IN TERRA PAX　鶴見正夫 ・荻久保和明
- Let's search for Tomorrow　堀徹・大澤徹訓
- OMNIBUS STAR 光年の旅    西世紀・鹿谷美緒子
- Song is my soul  高橋浩美(坂本浩美)
- Tomorrow 杉本竜一（富澤裕 ・橋本祥路）
- unlimited(アンリミテッド) 桑原永江・若松歓
- With You Smile　水本誠・英美・（富澤裕）
- YELL　水野良樹（鷹羽弘晃）いきものがかり
2009年第76回NHK全国学校音楽コンクール　中学校の部課題曲
- My Own Road 〜僕がつくる明日〜　栂野知子
- fight YUI（松本望）
2012年、第79回NHK全国学校音楽コンクール中学校の部の課題曲
- Forever  杉本竜一
- Forever  作詞 吉澤久美子・作曲 坪能克裕
- Smile Again 中山真理
- Gifts 越智志帆・蔦谷好位置 (大田桜子)
2018年、第85回NHK全国学校音楽コンクール中学校の部の課題曲